# Emil Berggren (håndboldspiller)
 Der er flere personer med dette navn, se Emil Berggren.
Emil Mats Teodor Berggren (født 3. august 1986 i Fors) er en svensk tidligere håndboldspiller. Han har tidligere optrådt for HK Eskil, Redbergslids IK, IK Sävehof og IFK Ystad i Sverige, HSG Wetzlar og Bergischer HC i Tyskland, CYEB Budakalász i Ungarn og Aalborg Håndbold i Danmark.
Han har vundet det Svenske mesterskab 3 gange; i 2010, 2011 og 2012.
Han er kæreste med Vipers Kristiansand's Jamina Roberts. I 2020 fik de en datter sammen.